# Panorama (Zagreb)
Panorama je bila hrvatski politički tjednik.
Sjedište lista bilo je u Zagrebu. Prvi je broj izašao 1994. godine, a zadnji broj 1996. godine.
Panorama se tijekom rujna 1995. godine prodavala u 28.000 primjeraka po izdanju.

## Urednici
Urednik je do 53. broja bio Marko Marković. Četiri broja uređivao ih je Mladen Smrekar. 28 brojeva uređivao je Željko Karić. 18 sljedećih brojeva urednik je bio Andrej Rora. Od 103. do 119. broja uređivao ih je Josip Jović. Ukupno je izašlo 137 brojeva.

## Poznati suradnici
Josip Jović, Goran Milić, Silvija Luks i drugi.

## Poveznice
- Hrvatska novinska izdanja